# Guan Daosheng

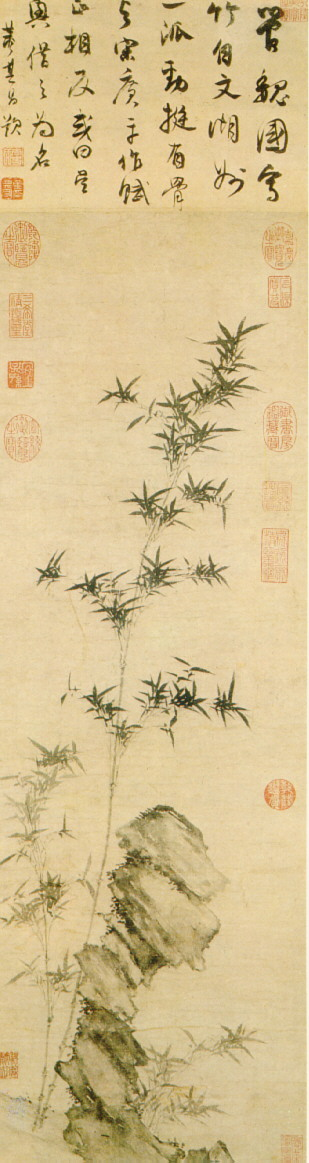
Bambu och sten (竹石图), Guan Daosheng, National Palace Museum, Taipei

Guan Daosheng (kinesiska: 管道昇), född 1262  i Huzhou, död 1319 var en kinesisk poet och målare under Yuandynastin.
Guan Daosheng var gift med Zhao Mengfu och yngre syster till Guan Daogao. Hon hade talang för kalligrafi och målade bläckbambu med lätta och eleganta drag. Hennes, hennes mans och sons kalligrafi samlades på en rulle av kejsaren Renzong som tyckte det var ovanligt med en make, hustru och son som alla var begåvade i kalligrafi.
Hon skrev poem på sina målningar och hade en stil som var ovanlig för kvinnor. I sina poem visar hon omsorg för sin man och sina barn, men på ett humoristiskt sätt. I ett av sina poem motsätter hon sig att hennes man tar sig en konkubin.